# 원술랑 (영화)
"원술랑"은 1961년 공개된 대한민국의 영화이다.

## 배역
- 김지미
- 최무룡
- 김승호
- 이예춘
- 조미령
- 황정순
- 방수일
- 최남현
- 양훈
- 한유정